# 邪教合唱團
邪教合唱團（Bad Religion）是一隊起源在美國加州的朋克搖滾樂隊。在1979年洛杉磯成立。樂隊經常使用升騰的三重和聲，結他獨奏和含有對宗教或政治的批判的歌詞。在樂團的生涯中，只有主唱Greg Graffin是唯一沒離開過的成員，可是，目前的成員包含了三位初始的成員(分別是Greg Graffin, Brett Gurewitz 及 Jay Bentley)。當前的成員為Jay Bentley (貝斯)、Greg Graffin (主唱)、Brett Gurewitz (吉他)及 Greg Hetson(吉他)Brooks Wackerman (鼓手)、Brian Baker (吉他)和 Brooks Wackerman (鼓手)。
儘管樂隊的名稱及標誌帶有反宗教信息，他們也不全是無神論者，Greg Graffin更認為他是一個自然主義者。

## 樂隊歷史

### 組合和早期(1979-1982)
在1979年，邪教合唱團由當時還是高中學生的Greg Graffin, Jay Bentley, Jay Ziskrout及Bret Gurewitz在洛杉磯組成。他們的首次演出是在1980年和Social Distortion在加州富勒頓一個貨倉舉行的。在和Social Distortion的表演後，他們在洛杉磯的KROQ電台有幾次的播放。
然後在1981年他們由樂隊成員Brett Gurewitz所經營的Epitaph唱片發行了一張同名唱片。隨後在1982年邪教合唱團開始了錄製他們的首張大碟"How Could Hell Be Any Worse?"。在這隻唱碟的錄製過程中，鼓手Jay Ziskrout離開了樂隊，並由Pete Finestone取代他的位置。唱片"How Could Hell Be Any Worse?"由樂隊在Epitaph唱片旗下售出了大約1萬2千份。

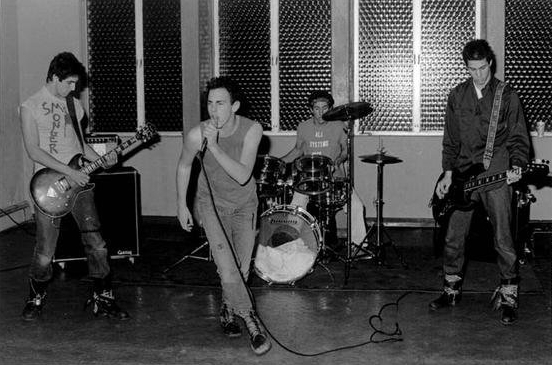

### Into the Unknown, Back to the Known和短暫的解散時期(1983-1985)
在1983年，樂隊發行了Into the Unknown——一張以鍵盤為主調和步速比較慢一點的唱片。在絕版後，差不多大部份由他們樂隊製造的唱片都在他們不知情底下被賣出去了他們住的倉庫。這起事件和樂隊成員之間越發分歧的個人生活造成了唱片發行後短暫的解散。不久後，Graffin隨即重新組成了樂隊。吉他手Brett Gurewitz因濫藥問題而需要更新，所以他的位置便由Circle Jerks的吉他手Greg Hetson代替。邪教合唱團在"Back to the Known"唱片裡回到了在"Into the Unknown"前稍微更輕柔和搖滾的走向。

### 重聚和Suffer(1986-1988)
在1986年，在Greg Graffin邀請Bentley回到樂團裡來後邪教合唱團開始了對"Back to the Known"時期樂隊成員的重組。在一開始Bentley對邀請有一點猶豫，可是在確認樂團演出的大部份歌曲都是來自How Could Hell Be Any Worse唱片後，他答應了回到樂隊來演出一次，最後因為覺得有趣所以決定繼續留下。而更新過後的Gurewitz也被說服了重新加入。
Pete Finestone此後持續擔任鼓手的角色，而Greg Hetson則成為了第二吉他手。邪教合唱團又再次回來了。
再聚的樂隊在1988年推出了他們的第三張唱片"Suffer"。

### No Control, Against the Grain 和 Generator (1989–1992)
1989年前半年，在他們Suffer巡迴演出後短暫的休息時間後，他們決定了開始製造他們的下一張唱片，於是便在同年六月前去了Westbeach Recorders錄製。而其後的成品"No Control"在1989年發行，最後售出超過6萬份。
邪教合唱團的硬核朋克風格在1990年發行的"Against the Grain"中仍沒有消停。在樂隊打入主流音樂市場前這是他們首張售出超過10萬份的唱片，這正正能夠看出這隊樂隊快速的成長。唱片裡其中一首歌"21st Century (Digital Boy)"被廣泛地認為是樂隊最為人熟悉的歌曲，幾乎此後每場現場演奏都有這首歌的出現。
鼓手Pete Finestone在1991年4月再次離開樂隊，以集中精力在他與主流唱片公司簽過約的樂隊"The Fishermen"，之後Bobby Schayer加入了樂隊以代替Pete。在1991年5月，邪教合唱團再次在Westbeach Recorders的錄音室錄製他們第六張唱片"Generator"的材料，直至1992年3月才推出。當時Gurewitz已經將Westbeach搬到了更大的場地，因此樂隊終於有機會在同一時間演奏。所以"Generator"幾乎都是在錄音室裡現場演奏錄製而成的。Gurewitz指出那是"改變的時候"和樂隊"在一個不同的錄音室工作，但就連編曲樂隊都努力地刻意嘗試改變。伴隨着那隻唱碟的錄製，邪教合唱團拍攝了他們的首齣音樂電影"Atomic Garden"，"Atomic Garden"同時亦是邪教合唱團頭一首以單曲形式推出的歌曲。
因為邪教合唱團的成功，他們在1991年發行了一個合集"80-85"。"85-85"是他們的首隻唱片"How Could Hell Be Any Worse"和兩隻EP"Bad Religion"及"Back to the Known"還有在與Circle One、Disability、RF7和Redd Kross合作的EP"Public Service"中的3首歌曲的一個重新包裝。這個匯集並不包括"Into the Known"。"80-85"現時已經絕版，並已被2004年擁有同樣內容和重新發佈的"How Could Hell Be Any Worse"取代。

### 主流市場的成功和Gurewitz的離開 (1993-1995)
在另類搖滾和油漬搖滾浮上水面的1993年，邪教合唱團離開了Epitaph唱片轉而投奔Atlantic Records和在旗下快速地重新發行了他們的第7張全長唱片"Recipe For Hate"。儘管樂隊受到了來自評論家混合了的批評，他們的唱片最終傳到了主流聽眾的耳朵裡，並得到了他們至今在排行榜上最高的位置，首次當上公告牌Heatseekers排行榜的14名，以"American Jesus"和"Struck a Nerve"特別在當時的電台上流行。在1993年，樂隊還錄製了歌曲"Leaders and Followers"(及後成為了他們下一張唱片日本版本的額外歌曲)作為Kevin Smith的電影Clerks的聲帶。
專輯Recipe For Hate緊隨着邪教合唱團的第八張唱片Stranger Than Fiction推出。在1994年9月推出初期受到了猛烈的抨擊，隨後卻成為他們最成功的專輯。歌曲Infected和重新推出的21st Century (Digital Boy)成功風行一時。這是邪教合唱團第一個上了告示牌排行榜的專輯，最高達到87位，並在1998年3月4日因超過一百萬份的銷售量而獲得了美國RIAA的Gold Certification。在Recipe For Hate被推出前，Gurewitz離開了樂隊。公開地解釋原因是他運營的Epitaph唱片旗下的樂隊The Off Spring成為了1990年代其中一隊最大型的樂隊。Gurewitz和很多粉絲都指責樂隊為了尋求更大的商機而離開了Epitaph唱片，忽視了Gurewitz有以The Off Spring賺了幾百萬的能力的事實。
因着關係越來越緊張，Greg有時候會在演唱會演唱"Stranger Than Fiction"時唱出其他的歌詞。如"I want to know where Brett gets his crack" 或 "I want to know why Gurewitz cracked"。這些帶刺的話反映了Gurewitz對霹靂可卡因、海洛英、和其他折磨了Gurewitz的毒癮。

## 專輯
| 發行年份 | 唱片                         | 告示牌二百強專輯榜排行 | 歌手         | 結他      | 結他        | 結他         | 貝斯             | 鼓手                          | 發行公司    |
| -------- | ---------------------------- | ---------------------- | ------------ | --------- | ----------- | ------------ | ---------------- | ----------------------------- | ----------- |
| 1982     | How Could Hell Be Any Worse? | 從未上榜               | Greg Graffin | Mr. Brett |             |              | Jay Bentley      | Jay Ziskrout / Pete Finestone | Epitaph     |
| 1983     | Into the Unknown             | 從未上榜               | Greg Graffin | Mr. Brett | Paul Dedona | Davy Goldman |                  |                               | Epitaph     |
| 1988     | Suffer                       | 從未上榜               | Greg Graffin | Mr. Brett | Greg Hetson | Jay Bentley  | Pete Finestone   |                               | Epitaph     |
| 1989     | No Control                   | 從未上榜               | Greg Graffin | Mr. Brett | Greg Hetson | Jay Bentley  | Pete Finestone   |                               | Epitaph     |
| 1990     | Against the Grain            | 從未上榜               | Greg Graffin | Mr. Brett | Greg Hetson | Jay Bentley  | Pete Finestone   |                               | Epitaph     |
| 1992     | Generator                    | 從未上榜               | Greg Graffin | Mr. Brett | Greg Hetson | Jay Bentley  | Bobby Schayer    |                               | Epitaph     |
| 1993     | Recipe for Hate              | 14 (Heatseekers)       | Greg Graffin | Mr. Brett | Greg Hetson | Jay Bentley  | Bobby Schayer    | Epitaph Atlantic              |             |
| 1994     | Stranger Than Fiction        | 87                     | Greg Graffin | Mr. Brett | Greg Hetson | Jay Bentley  | Bobby Schayer    | Atlantic                      |             |
| 1996     | The Gray Race                | 56                     | Greg Graffin |           | Greg Hetson | Jay Bentley  | Bobby Schayer    | Atlantic                      | Brian Baker |
| 1998     | No Substance                 | 78                     | Greg Graffin |           | Greg Hetson | Jay Bentley  | Bobby Schayer    | Atlantic                      | Brian Baker |
| 2000     | The New America              | 88                     | Greg Graffin |           | Greg Hetson | Jay Bentley  | Bobby Schayer    | Atlantic                      | Brian Baker |
| 2002     | The Process of Belief        | 49                     | Greg Graffin | Mr. Brett | Greg Hetson | Jay Bentley  | Brooks Wackerman | Epitaph                       | Brian Baker |
| 2004     | The Empire Strikes First     | 40                     | Greg Graffin | Mr. Brett | Greg Hetson | Jay Bentley  | Brooks Wackerman | Epitaph                       | Brian Baker |
| 2007     | New Maps of Hell             | 35                     | Greg Graffin | Mr. Brett | Greg Hetson | Jay Bentley  | Brooks Wackerman | Epitaph                       | Brian Baker |
| 2010     | The Dissent of Man           | 35                     | Greg Graffin | Mr. Brett | Greg Hetson | Jay Bentley  | Brooks Wackerman | Epitaph                       | Brian Baker |
| 2013     | True North                   |                        | Greg Graffin | Mr. Brett | Greg Hetson | Jay Bentley  | Brooks Wackerman | Epitaph                       | Brian Baker |

## 標誌

Crossbuster_symbol

邪教合唱團的標誌被粉絲們起名"Cross-buster"。其標誌為一個黑色的十字架上放上一個代表「禁止」的紅色符號。 這個標誌為結他手Brett Gurewitz在一張紙畫下然後在經過一夥同意後成立的。他們認為采用這個標誌將會使他們的父母感到厭惡。.
在邪教合唱團現場的紀錄片"Along the Way"裡，樂隊領頭人 Greg Graffin 承認了他們的標誌確實阻礙了不少他認為可以從他們的音樂得益的虔誠的人們認識他們。貝斯手Jay Bentley在片中也有被問及關於標誌的問題。他承認那個標誌是為了使他們的父母討厭的和那個標誌可以十分容易地在T恤上噴上和塗鴉。;當人們問他標誌是什麼意思的時候他都會回答:「就是你想的意思。」吉他手Greg Hetson在紀錄片則指該標誌代表anti-establishment(一種對傳統社會、政治、和經濟原則持反對立場的理念或觀念)。
在後來的樂隊事業，Brian Baker加入了他們的樂隊他以下列幾項總結了:
邪教合唱團的名字和標誌是在兩位的十五歲少年中的腦海閃過、可以作為他們即將在車房裡開始的朋克搖滾樂隊的最具攻擊性的名字和標誌。並沒有人想過21年後會有人因此而在電話訪問上問及。”
很多邪教合唱團的商品:「包括帽子，腰帶扣，T恤，連冠鴉的外套都有"Crossbuster"的符號」。標誌還被用作他們早期發行EP的封面，如 1981年的 同名EP "Bad Religion" 和 1985年的 ""Back to the Known"", 還有 New Maps of Hell的CD。這個標誌還能在其他唱片找到，包括唱片"Suffer"(封面上男孩身上燒着的T恤)，"No Substance"上Kristen Johnston的右胸上、在某個電視節目演員的後面、和一個女人的指甲上)，"Process of Belief"(在小書裡有一個小小的"Crossbuster標誌，與其他的標誌混在一起)和"30 Years Live" (在30代替了0).